# Nagi no Asukara
Nagi no Asukara (яп. 凪のあすから Наги но асукара, рус. «Безоблачное завтра») — аниме, созданное студией P.A. Works и выпущенное в октябре 2013. Летом 2013 года вышла манга-адаптация, нарисованная Рисой Маэдой. Публикуется в Dengeki Daioh.

## Сюжет
Давным-давно люди жили, учились и работали в океане. Но всех всегда манит неизведанное, и все больше людей стремилось освоить сушу. После этого было введено одно правило — тот, кто покинет океан ради суши, больше никогда не сможет вернуться в морское царство. Теперь друзья детства Манака и Хикари, а также Канаме и Чисаки посещают школу на суше, так как их морскую школу закрыли и оканчивать её придётся на берегу.
Хикари влюблен в Манаку, но у него довольно странный способ это выражать — он постоянно придирается к ней, критикует и кричит на неё. В очередной раз после конфликта, собираясь в новую школу, Манака отстала от своих друзей и её поймали рыбаки, которые рыбачили в неположенном месте. В тот самый момент между ней и парнем, словившем её, возникла искра. На обряде вольных челнов, который проходил в новой школе, Манака не почтила господина Урокко должным образом, за что тот её проклял и теперь у неё на коленке — рыбья голова. Теперь Манаку хочет утешить не только Хикари, который обдумал своё поведение, но и тот самый парень — Цумуго, который влюбился в неё с первого взгляда. Между парнями возникает конкуренция за почетное место в сердце юной девушки.

## Персонажи
Манака Мукаидо (яп. 向井戸 まなか Мукаидо Манака) — ученица средний школы из Сиосисио. У неё нерешительный характер. Манака имеет чувства к Цумугу. Она сильно зависит от Хикари и Тисаки. Со временем она начинает становиться более независимой. После спасения Акари во время фестиваля и падения в море, впадает в анабиоз на 5 лет. Позже выясняется, что Манака была влюблена в Хикари всё время, но решила сохранить это в тайне, поскольку знала о чувствах Тисаки к Хикари.
Сэйю: Кана Ханадзава
Хикари Сакисима (яп. 先島 光 Сакисима Хикари) — друг детства Манаки, который заботится о ней, особенно когда она начинает плакать по каждому поводу. Влюблён в неё. В начале аниме недолюбливал Цумугу, но потом подружился с ним. Впал в анабиоз на 5 лет.
Сэйю: Нацуки Ханаэ
Канамэ Исаки (яп. 伊佐木 要 Исаки Канамэ) — друг детства Манаки, Хикари и Тисаки. По характеру спокойный и добрый. Пользуется большой популярность у противоположного пола, но его сердце с детства принадлежало Тисаки. В 13 серии увидев, как Тисаки обнимает спасенного Цумугу, падает в море. В 24 серии принял чувства Саю. Тоже впадает в анабиоз на 5 лет.
Сэйю: Рёта Осака
Тисаки Хирадайра (яп. 比良平 ちさき Хирадайра Тисаки) — подруга детства Канамэ, Манаки и Хикари. Она спокойная, но может и вспылить. С первой встречи влюблена в Хикари и всегда мечтала стать его девушкой. Лучшая подруга Манаки. Единственная из морской деревни, кто не погрузился в сон. Пять лет прожила под одной крышей с Цумугу и его дедушкой. Позже влюбляется в Цумугу. В отличие от её друзей детства, не впадает в анабиоз, так как не пребывала в море во время крушения обряда.
Сэйю: Ай Каяно
Цумугу Кихара (яп. 木原 紡 Кихара Цумугу) — один из жителей суши, тихий парень. Любитель моря и их обитателей. Часто отправляется с дедом на судне поплавать в море. Его завораживает эта стихия. Живёт с дедом у моря. Делает сети, помогает в создании лодочек для фестиваля. Любит Тисаки.
Сэйю: Кайто Исикава
Миуна Сиодомэ (яп. 潮留 美海 Сиодомэ Миуна)— дочь Итару. Мама умерла, когда Миуна была маленькой. В начале аниме казалось, что она ненавидит Акари, но на самом деле она её очень любит. Она не хотела, чтобы её отец встречался с Акари, потому что боялась потерять ещё раз близкого человека. Влюблена в Хикари, но понимает, что они не смогут быть вместе, потому что он любит Манаку и является сводным дядей Миуны. Хочет защитить улыбку Хикари. Есть теория что эна, которую потеряла Манака, перешла к ней. В 25 серии принесла себя в жертву вместо Манаки.
Сэйю: Микако Комацу
Саю Хисанума (яп. 久沼 さゆ Хисанума Саю) — лучшая подруга Миуны. В школе над ней постоянно издевались одноклассники, но когда к ним в класс перевели Миуну, то они переключились на неё. Саю спрашивала у Миуны, почему та терпит эти издёвки та ответила: «Мне наплевать, что обо мне думают». После этого Саю начала дружить с Миуной. Саю влюблена в Канамэ, хоть и знает, что тот влюблен в Тисаки. В 24 серии призналась Канамэ в своих чувствах.
Сэйю: Каори Исихара

## Медиа

### Аниме
Аниме-сериал был создан студией P.A. Works. Режиссёром стал Тосия Синохара. Сценарий к проекту написан Мари Окада, которая ранее написала сценарий к аниме Hanasaku Iroha. Дизайнером сериала стал Buriki. Аниме вышло в эфир осенью 2013 года.

### Манга
Манга написана Project-118 и проиллюстрирована художником Рисой Маэда. Публикация манги началась в июне 2013 в журнале Dengeki Daioh издательства ASCII Media Works.

## Саундтрек
Над саундтреком должен был работать Дзин Акэтагава, но он покинул проект, его место занял талантливый композитор Дэва Ёсиаки. С 1-й по 13-ю серии звучит опенинг Lull (Soshite Bokura Wa) в исполнении Ray, и эндинг Aqua Terrarium в исполнении Янаги Наги, с 14-й по 26-ю серии — опенинг Ebb and flow в исполнении Ray, и эндинг Mitsuba no Musubime в исполнении Наги.